# Lijst van voetbalinterlands Saarland - Uruguay
Deze lijst van voetbalinterlands is een overzicht van alle officiële voetbalwedstrijden tussen de nationale teams van Saarland en Uruguay. De landen speelden in totaal een keer tegen elkaar: een vriendschappelijke wedstrijd op 5 juni 1954 in Saarbrücken.

## Wedstrijden
| № | Plaats      | Datum       | Competitie        | Wedstrijd          | Uitslag |
| - | ----------- | ----------- | ----------------- | ------------------ | ------- |
| 1 | Saarbrücken | 5 juni 1954 | Vriendschappelijk | Saarland – Uruguay | 1 – 7   |

## Samenvatting
| Competitie        | Totaal gespeeld | Winst Saarland | Gelijk | Winst Uruguay | Doelsaldo Saarland – Uruguay |
| ----------------- | --------------- | -------------- | ------ | ------------- | ---------------------------- |
| Vriendschappelijk | 1               | 0              | 0      | 1             | 1 − 7                        |
| Totaal            | 1               | 0              | 0      | 1             | 1 − 7                        |

Saarlandse voetbalbond
1950 – 1956
1950 · 
1951 · 
1952 · 
1953 · 
1954 · 
1955 · 
1956
Duitsland ·
Joegoslavië ·
Nederland ·
Noorwegen ·
Uruguay ·
Zwitserland
Waldemar Philippi (18) ·
Herbert Martin (17) ·
Gerhard Siedl (16) ·
Erwin Strempel (14) ·
Herbert Binkert (12) ·
Theo Puff (12) ·
Nikolaus Biewer (11) ·
Kurt Clemens (10) ·
Albert Keck (10) ·
Peter Momber (10) ·
Karl Berg (9) ·
Fritz Altmeyer (6) ·
Jakob Balzert (6) ·
Werner Otto (6) ·
Karl Schirra (6) ·
Gerhard Lauck (5) ·
Erich Leibenguth (5) ·
Peter Krieger (4) ·
Willi Sippel (4) ·
Heinz Vollmar (4) ·
Horst Borcherding (3) ·
Werner Emser (3) ·
Ewald Follman (3) ·
Franz Immig (3) ·
Heinz Schussig (3) ·
Hans Bild (2) ·
Manfred Ebert (2) ·
Helmut Fottner (2) ·
Hermann Monter (2) ·
Karl Ringel (2) ·
Gunter Herrmann (1) ·
Dieter Honnecker (1) ·
Ladislav Jirasek (1) ·
Horst Klauck (1) ·
Karl-Heinz Kunkel (1) ·
Hans Neuerberg (1) ·
Robert Niederkirchner (1) ·
Werner Prauss (1) ·
Walter Riedschy (1) ·
Heinrich Schmidt (1) ·
Erwin Wilhelm (1) ·
Ernst Zägel (1)
AUF · A-internationals · Selecties · Bondscoaches · Uruguayaans vrouwenelftal · Olympisch elftal · Uruguay U21 · Uruguay U20 · Uruguay U19 · Uruguay U18 · Uruguay U17
1900 – 1909 ·
1910 – 1919 ·
1920 – 1929 ·
1930 – 1939 ·
1940 – 1949 ·
1950 – 1959 ·
1960 – 1969 ·
1970 – 1979 ·
1980 – 1989 ·
1990 – 1999 ·
2000 – 2009 ·
2010 – 2019 ·
2020 – 2029
WK 1930 · 
WK 1950 · 
WK 1954 · 
WK 1962 · 
WK 1966 · 
WK 1970 ·
WK 1974 · 
WK 1986 · 
WK 1990 · 
WK 2002 · 
WK 2010 · 
WK 2014 · 
WK 2018
OS 1924 · 
OS 1928 ·
OS 2012
1902 · 
1903 · 
1904 · 
1905 · 
1906 · 
1907 · 
1908 · 
1909 ·
1910 · 
1911 · 
1912 · 
1913 · 
1914 · 
1915 · 
1916 · 
1917 · 
1918 · 
1919 ·
1920 · 
1921 · 
1922 · 
1923 · 
1924 · 
1925 · 
1926 · 
1927 · 
1928 · 
1929 ·
1930 · 
1931 · 
1932 · 
1933 · 
1934 · 
1935 · 
1936 · 
1937 · 
1938 · 
1939 ·
1940 · 
1941 · 
1942 · 
1943 · 
1944 · 
1945 · 
1946 · 
1947 · 
1948 · 
1949 ·
1950 · 
1951 · 
1952 · 
1953 · 
1954 · 
1955 · 
1956 · 
1957 · 
1958 · 
1959 ·
1960 · 
1961 · 
1962 · 
1963 · 
1964 · 
1965 · 
1966 · 
1967 · 
1968 · 
1969 ·
1970 · 
1971 · 
1972 · 
1973 · 
1974 · 
1975 · 
1976 · 
1977 · 
1978 · 
1979 ·
1980 · 
1981 · 
1982 · 
1983 · 
1984 · 
1985 · 
1986 · 
1987 · 
1988 · 
1989 ·
1990 ·
1991 · 
1992 · 
1993 · 
1994 · 
1995 · 
1996 · 
1997 · 
1998 · 
1999 · 
2000 · 
2001 · 
2002 · 
2003 · 
2004 · 
2005 · 
2006 · 
2007 · 
2008 · 
2009 · 
2010 · 
2011 · 
2012 · 
2013 · 
2014 · 
2015 · 
2016 ·
2017 ·
2018 ·
2019 ·
2020 ·
2021 ·
2022 ·
2023 ·
2024
Algerije ·
Angola ·
Argentinië ·
Australië ·
België ·
Bolivia ·
Brazilië ·
Bulgarije ·
Canada ·
Chili ·
China ·
Colombia ·
Costa Rica ·
Cuba ·
DDR ·
Denemarken ·
Duitsland ·
Ecuador ·
Egypte ·
Engeland ·
Estland ·
 Finland ·
Frankrijk ·
Georgië ·
Ghana ·
Guatemala ·
Haïti ·
Honduras ·
Hongarije ·
Ierland ·
India ·
Indonesië ·
Irak ·
Iran ·
Israël ·
Italië ·
Ivoorkust ·
Jamaica ·
Japan ·
Joegoslavië ·
Jordanië ·
Libië ·
Luxemburg ·
Maleisië ·
Mexico ·
Marokko ·
Nederland ·
Nicaragua ·
Nieuw-Zeeland ·
Nigeria ·
Noord-Ierland ·
Noorwegen ·
Oekraïne ·
Oezbekistan ·
Oman ·
Oostenrijk ·
Panama ·
Paraguay ·
Peru ·
Polen ·
Portugal ·
Roemenië ·
Rusland ·
Saarland ·
Saoedi-Arabië ·
Schotland ·
Senegal ·
Servië & Montenegro ·
Singapore ·
Slovenië ·
Sovjet-Unie ·
Spanje ·
Tahiti ·
Thailand ·
Trinidad en Tobago · 
Tsjechië ·
Tsjecho-Slowakije ·
Tunesië · 
Turkije ·
Venezuela ·
Verenigde Arabische Emiraten ·
Verenigde Staten ·
Wales ·
Zuid-Afrika ·
Zuid-Korea ·
Zweden ·
Zwitserland
Argentinië (1986) ·
België (1990) ·
Brazilië (1950) · 
Colombia (2014) ·
Costa Rica (2014) ·
Denemarken (1986) ·
Denemarken (2002) ·
Duitsland (2010) ·
Egypte (2018) ·
Engeland (2014) ·
Frankrijk (2002) ·
Frankrijk (2010) ·
Frankrijk (2018) ·
Ghana (2010) ·
Italië (1990) ·
Italië (2014) ·
Mexico (2010) ·
Nederland (1974) ·
Nederland (2010) ·
Portugal (2018) ·
Rusland (2018) ·
Saoedi-Arabië (2018) ·
Schotland (1986) ·
Senegal (2002) ·
Spanje (1990) ·
West-Duitsland (1986) ·
Zuid-Afrika (2010) ·
Zuid-Korea (1990) ·
Zuid-Korea (2010)